# Robert Harris (Bischof)
Robert Harris (* 26. September 1944 in Montréal) ist ein kanadischer Geistlicher und emeritierter römisch-katholischer Bischof von Saint John, New Brunswick.

## Leben
Robert Harris empfing am 24. Mai 1969 die Priesterweihe.
Papst Johannes Paul II. ernannte ihn am 26. Oktober 2002 zum Weihbischof in Sault Sainte Marie und Titularbischof von Trofimiana. Der Bischof von Sault Sainte Marie, Jean-Louis Plouffe, spendete ihm am 12. Dezember desselben Jahres die Bischofsweihe; Mitkonsekratoren waren Joseph Vernon Fougère, Bischof von Charlottetown, und Anthony Mancini, Weihbischof in Montréal.
Am 8. Mai 2007 ernannte ihn Papst Benedikt XVI. zum Bischof von Saint John, New Brunswick. Die Amtseinführung fand am 15. Juni desselben Jahres statt. Am 15. Oktober 2019 nahm Papst Franziskus das von Robert Harris aus Altersgründen vorgebrachte Rücktrittsgesuch an.